# Liste der Erinnerungssteine in Wien-Margareten
Die Liste der Erinnerungssteine in Wien-Margareten enthält die Erinnerungssteine im Wiener Gemeindebezirk Margareten, die an das Schicksal der Menschen erinnern, die von den Nationalsozialisten ermordet, deportiert, vertrieben oder in den Suizid getrieben wurden. Die Verlegung erfolgt durch den Verein Steine der Erinnerung mit Sitz in der Leopoldstadt. Das Konzept der Wiener Erinnerungs- und Gedenksteine beruht auf dem der Stolpersteine von Gunter Demnig.

## V. Margareten
| Bild | Name | Standort                | | Verlegedatum  | Leben |
| --- | --- | ----------------------- | --- | ------------- | --- |
| | Marianne Feigl | Brandmayergasse 36      | | 21. Apr. 2016 | Marianne Feigl wurde am 18. November 1896 als Tochter von Jakob und Fanny, geborene Friedländer, in Wien geboren. Am 31. August 1942 wurde sie von Wien aus mit dem Transport 39, Zug Da 225 ins Vernichtungslager Maly Trostinez deportiert, wo sie am 4. September 1942 ermordet wurde.                                                                                               |
| Max Langer | Max Langer wurde am 20. April 1867 geboren und lebte in Wien. Am 28. Juli 1942 wurde er zunächst ins Ghetto Theresienstadt deportiert und schließlich am 21. September 1942 ins Vernichtungslager Treblinka gebracht, wo er ermordet wurde. | Brandmayergasse 36      | | 21. Apr. 2016 | |
| Irene Langer | Irene Langer, geborene Kornhäuser, wurde am 31. Oktober 1895 geboren. Die promovierte Ärztin lebte in Wien und Göttingen. Als Jüdin verfolgt war sie zunächst im KZ Lichtenburg inhaftiert. Später wurde sie ins KZ Ravensbrück überstellt, sie erhielt dort die Häftlingsnummer 1005. Am 16. März 1942 wurde sie in der Tötungsanstalt Bernburg ermordet. | Brandmayergasse 36      | | 21. Apr. 2016 | |
| In diesem Haus befand sich bis zum Jahre 1939 der Betrieb "A.G. für Chemikalien- und Drogenhandel" Er wurde von den Familien Neugebauer, Günsberger und Deutsch gegründet und in jahrelanger Arbeit aufgebaut. · Der Betrieb wurde arisiert. Die Besitzer-Innen wurden ermordet. Alexander und Franziska Neugebauer, 79 und 75 Jahre Eugen und Emilie Günsberger, 63 und 51 Jahre Leopold Deutsch, 66 Jahre | Alexander Neugebauer | Kettenbrückengasse 21   | | 29. Apr. 2013 | Alexander Joshua Neugebauer (geb. 10. Mai 1863 in Skalice u Smiřic in Tschechien) arbeitete als Buchhalter und lebte in Wien. Zusammen mit seiner Frau Franziska und den Familien Günsberger und Deutsch gründete er die „A.G. für Chemikalien- und Drogenhandel“ in der Kettenbrückengasse. Der Betrieb wurde schließlich arisiert. Neugebauer wurde am 5. Juli 1942 in Wien ermordet. |
| In diesem Haus befand sich bis zum Jahre 1939 der Betrieb "A.G. für Chemikalien- und Drogenhandel" Er wurde von den Familien Neugebauer, Günsberger und Deutsch gegründet und in jahrelanger Arbeit aufgebaut. · Der Betrieb wurde arisiert. Die Besitzer-Innen wurden ermordet. Alexander und Franziska Neugebauer, 79 und 75 Jahre Eugen und Emilie Günsberger, 63 und 51 Jahre Leopold Deutsch, 66 Jahre | Franziska Neugebauer (geb. Deutsch) | Kettenbrückengasse 21   | Franziska „Fanni“ Neugebauer, geb. Deutsch (geb. 13. November 1867 in Trenčín, Slowakei) arbeitete als Hausfrau und lebte in der Seegasse 9. Ihr Ehemann war Alexander Neugebauer. Sie wurde ins KZ Theresienstadt deportiert und dort am 30. Mai 1943 ermordet.                                                | 29. Apr. 2013 | |
| In diesem Haus befand sich bis zum Jahre 1939 der Betrieb "A.G. für Chemikalien- und Drogenhandel" Er wurde von den Familien Neugebauer, Günsberger und Deutsch gegründet und in jahrelanger Arbeit aufgebaut. · Der Betrieb wurde arisiert. Die Besitzer-Innen wurden ermordet. Alexander und Franziska Neugebauer, 79 und 75 Jahre Eugen und Emilie Günsberger, 63 und 51 Jahre Leopold Deutsch, 66 Jahre | Eugen Günsberger | Kettenbrückengasse 21   | Eugen Günsberger (geb. 24. August 1879 in Kám in Ungarn) arbeitete als Großhändler in der „A.G. für Chemikalien- und Drogenhandel“ und lebte in der Servitengasse 20. Zusammen mit seiner Frau Emilie wurde er am 2. Juni 1942 ins Vernichtungslager Maly Trostinez deportiert und dort ermordet.               | 29. Apr. 2013 | |
| In diesem Haus befand sich bis zum Jahre 1939 der Betrieb "A.G. für Chemikalien- und Drogenhandel" Er wurde von den Familien Neugebauer, Günsberger und Deutsch gegründet und in jahrelanger Arbeit aufgebaut. · Der Betrieb wurde arisiert. Die Besitzer-Innen wurden ermordet. Alexander und Franziska Neugebauer, 79 und 75 Jahre Eugen und Emilie Günsberger, 63 und 51 Jahre Leopold Deutsch, 66 Jahre | Emilie Günsberger (geb. Neugebauer) | Kettenbrückengasse 21   | Emilie Günsberger, geb. Neugebauer (geb. 13. April 1891 in Wien) war Geschäftsführerin und Partnerin der „A.G. für Chemikalien- und Drogenhandel“ und lebte in der Servitengasse 20. Zusammen mit ihrem Mann Eugen wurde sie am 2. Juni 1942 ins Vernichtungslager Maly Trostinez deportiert und dort ermordet. | 29. Apr. 2013 | |
| In diesem Haus befand sich bis zum Jahre 1939 der Betrieb "A.G. für Chemikalien- und Drogenhandel" Er wurde von den Familien Neugebauer, Günsberger und Deutsch gegründet und in jahrelanger Arbeit aufgebaut. · Der Betrieb wurde arisiert. Die Besitzer-Innen wurden ermordet. Alexander und Franziska Neugebauer, 79 und 75 Jahre Eugen und Emilie Günsberger, 63 und 51 Jahre Leopold Deutsch, 66 Jahre | Leopold Deutsch | Kettenbrückengasse 21   | Leopold Deutsch war Mitbegründer der „A.G. für Chemikalien- und Drogenhandel“. Der Betrieb wurde arisiert. Er wurde im Alter von 66 Jahren ermordet. | 29. Apr. 2013 | |
| Zum Gedenken an eine jüdische Familie, die hier lebte. Aron Roper 3.1.1862 Am 14.7.1942 nach Theresienstadt deportiert Am 13.10.1952 ermordet. Ernestine (Erna) Roper Geb. Winkler 27.3.1902 Flucht über die Donau im Oktober 1941 In Zasavica bei Sabac ermordet. Oswald (Ossie) Roper 22.4.1930 Flucht über die Donau Weiteres Schicksal unbekannt. Im Holocaust ermordet                                 | Aron Roper | Diehlgasse 21           | |               | Aron Roper (geb. 3. Jänner 1862 in Rzeszów, Polen) lebte in der Großen Schiffgasse 3. Am 14. Juli 1942 wurde er ins Ghetto Theresienstadt deportiert und dort am 13. Oktober 1942 ermordet. |
| Zum Gedenken an eine jüdische Familie, die hier lebte. Aron Roper 3.1.1862 Am 14.7.1942 nach Theresienstadt deportiert Am 13.10.1952 ermordet. Ernestine (Erna) Roper Geb. Winkler 27.3.1902 Flucht über die Donau im Oktober 1941 In Zasavica bei Sabac ermordet. Oswald (Ossie) Roper 22.4.1930 Flucht über die Donau Weiteres Schicksal unbekannt. Im Holocaust ermordet                                 | Ernestine Roper (geb. Winkler) | Diehlgasse 21           | Ernestine (Erna) Roper, geb. Winkler (geb. 27. März 1902) lebte in der Großen Mohrengasse 20. Ihr gelang zunächst die Flucht über die Donau. Im Oktober 1941 wurde sie schließlich im KZ Sajmište in Serbien ermordet.                                                                                          |               | |
| Zum Gedenken an eine jüdische Familie, die hier lebte. Aron Roper 3.1.1862 Am 14.7.1942 nach Theresienstadt deportiert Am 13.10.1952 ermordet. Ernestine (Erna) Roper Geb. Winkler 27.3.1902 Flucht über die Donau im Oktober 1941 In Zasavica bei Sabac ermordet. Oswald (Ossie) Roper 22.4.1930 Flucht über die Donau Weiteres Schicksal unbekannt. Im Holocaust ermordet                                 | Oswald Roper | Diehlgasse 21           | Oswald (Ossie) Roper (geb. 22. April 1930) floh über die Donau aus Wien, sein weiteres Schicksal ist unbekannt. Er wurde im Holocaust ermordet. |               | |
| In diesem Hause wohnte Siegfried Vogel 1.7.1886. Er wurde 1942 nach Theresienstadt deportiert und starb am 27.3.1944. | Siegfried Vogel | Wiedner Hauptstraße 112 | | 24. Apr. 2011 | Siegfried Vogel (geb. 1. Juli 1886 in Wien) lebte in der Großen Sperlgasse 32. Er wurde am 22. Juli 1942 ins Ghetto Theresienstadt deportiert und dort am 27. März 1944 ermordet. |